# Tề Chiêu công
Tề Chiêu công (chữ Hán: 齊昭公; cai trị: 632 TCN – 613 TCN), tên thật là Khương Phan (姜潘), là vị vua thứ 19 của nước Tề - chư hầu nhà Chu trong lịch sử Trung Quốc.

## Thân thế
Ông là con trai thứ của Tề Hoàn công – vua thứ 16 nước Tề. Mẹ ông là bà Cát Doanh.

## Tranh ngôi
Tháng 10 năm 643 TCN, Tề Hoàn công qua đời. Dịch Nha và Thụ Điêu bất chấp sự phản đối của bá quan nước Tề, lập công tử lớn là Khương Vô Khuy lên ngôi. Thế tử Khương Chiêu chạy sang nước Tống nhờ Tống Tương công giúp đỡ. Khương Phan cùng các anh em là công tử Khương Nguyên, Khương Thương Nhân cùng có ý định tranh giành, nước Tề loạn lạc.
Tống Tương công mang quân sang đánh Tề, đưa thế tử Chiêu về nước. Người nước Tề giết chết Dịch Nha, Thụ Điêu và Vô Khuy, đón thế tử Chiêu làm vua, tức là Tề Hiếu công. Khương Phan thấy Chiêu được nước Tống ủng hộ nên cùng các công tử khác rút lui ý định tranh ngôi.
Năm 633 TCN, Tề Hiếu công qua đời không có con nối, Khương Phan được lập làm vua, tức là Tề Chiêu công.

## Cai trị
Nước Tề lúc đó không còn địa vị bá chủ như thời vua cha Tề Hoàn công. Các nước chư hầu nửa ngả theo Tấn Văn công, nửa ngả theo Sở Thành vương. Năm 632 TCN, quân Tấn và quân Sở giao tranh tại trận Thành Bộc. Tề Chiêu công sai Quốc Quy Phủ và Thôi Yển mang quân giúp Tấn. Quân Tấn đánh thắng quân Sở một trận lớn khiến các chư hầu quy phục.
Cuối năm đó, Tấn Văn công hội các chư hầu, trở thành bá chủ. Tề Chiêu công cũng đến dự hội.
Những năm tiếp theo, Tề Chiêu công gặp phải sự quấy rối ở biên giới phía bắc của nước Địch vào các năm 631 TCN, 623 TCN và 618 TCN.
Tháng 5 năm 613 TCN, Tề Chiêu công mất. Ông ở ngôi tất cả 20 năm. Con ông là Khương Xá lên nối ngôi.